# Момордика двудомная

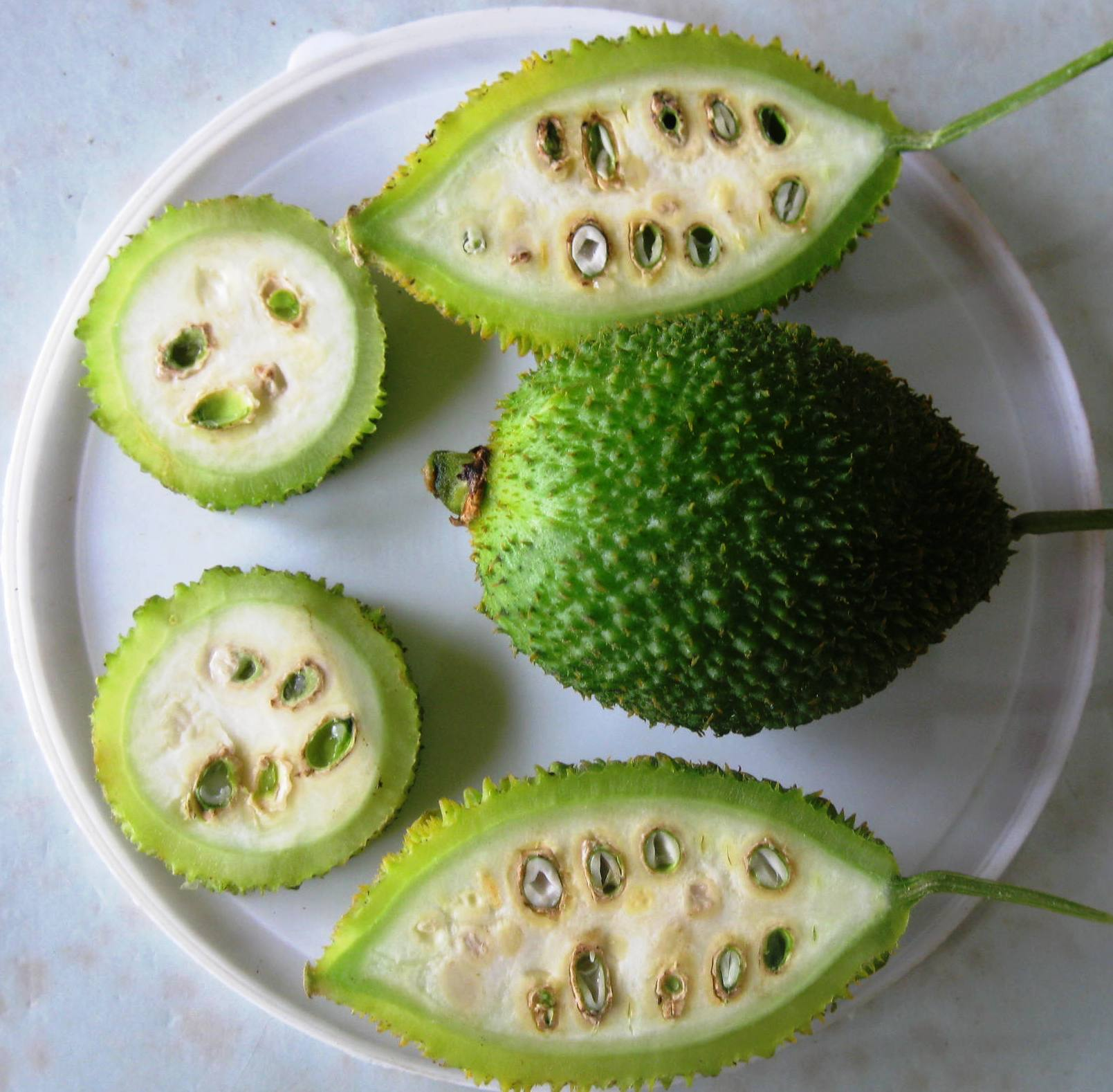
Полная Momordica dioica с двумя половинками и двумя поперечными сечениями.

Момо́рдика двудо́мная (лат. Momordica dioica) — травянистая лиана семейства Тыквенные, произрастающая в Индии.
Её плод богат кальцием, фосфором и каротином. В Индии он часто употребляется как овощ в варёном или жареном виде, с рыбой или мясом.